# Dioda półprzewodnikowa

Symbol diody półprzewodnikowej (A – anoda, K – katoda)

Dioda półprzewodnikowa – przyrząd półprzewodnikowy należący do rodziny diod, zawierający w swojej strukturze złącze „p-n” wykonane z materiałów półprzewodnikowych. Jest to nieliniowy, dwukońcówkowy element, którego wyprowadzenie przymocowane do warstwy „p” ({\displaystyle +} positive) nazywane jest anodą, a do warstwy „n” ({\displaystyle -} negative) katodą. Jedną z głównych zalet diod jest prąd płynący tylko w jednym kierunku (od anody do katody) po spolaryzowaniu złącza „p-n” napięciem w kierunku przewodzenia (gdy potencjał na anodzie jest większy niż na katodzie). Natomiast po spolaryzowaniu złącza „p-n” napięciem w kierunku zaporowym (potencjał na anodzie jest mniejszy niż na katodzie), „ujemny” prąd nie zostanie przepuszczony przez diodę i przez to możemy nazwać ją zaworem elektrycznym, umożliwiającym przepływ prądu jedynie w jednym kierunku.
Diody te są elementami nieliniowymi. Nieliniowość diod półprzewodnikowych polega na tym, że przy stałej temperaturze złącza występujące na nich napięcie wzrasta proporcjonalnie do logarytmu naturalnego płynącego przez nie prądu według przybliżonego (nie jest uwzględniony prąd nasycenia złącza) wzoru: {\displaystyle U=U_{T}\cdot \ln(I).} W temperaturze 27 °C stała UT ma wartość 25,85 mV. Wynika z tego, że każdy (np. dziesięciokrotny) wzrost prądu powoduje przyrost napięcia o stałą wartość. Przedstawienie charakterystyki diody w liniowej funkcji prądu prowadzi do często spotykanego, acz niefortunnie w przypadku diody półprzewodnikowej stosowanego, pojęcia tzw. napięcia progowego (Vd).
Wynika ono tylko z właściwości funkcji logarytmicznej przedstawianej liniowo. Różnicę obrazują zamieszczone obok charakterystyki napięciowo-prądowe: liniowa i logarytmiczna.

## Budowa
Dioda półprzewodnikowa zbudowana jest z dwóch półprzewodników: typu „p” i „n” domieszkowanych w różnym stopniu. Razem tworzą złącze „p-n”. Warstwa „n” z domieszkami donorów ma nadmiar elektronów, zaś warstwa „p” z domieszkami akceptorów ma ich niedobór (dziury). Po zetknięciu się tych warstw w diodach półprzewodnikowych rozkład elektronów ulega równomiernemu rozkładowi. Elektrony, których dotychczas „brakowało” w warstwie „p”, są przenoszone (dyfundują) do niej z warstwy „n”, zaś dziury przemieszczają się z warstwy „p” do „n”. Proces łączenia się elektronów z dziurami nazywany jest procesem rekombinacji.
Innym przypadkiem jest połączenie półprzewodnika z odpowiednim metalem, co w efekcie da złącze „M-S” (metal-semiconductor), które również posiada właściwości prostujące – jest ono używane np. w diodzie Schottky’ego. Stosowana jest ona głównie w układach wymagających krótkiego czasu przełączania (niewielka pojemność złącza Cj diody ma tutaj decydujący wpływ) z częstotliwościami do kilkudziesięciu GHz.

## Rodzaje

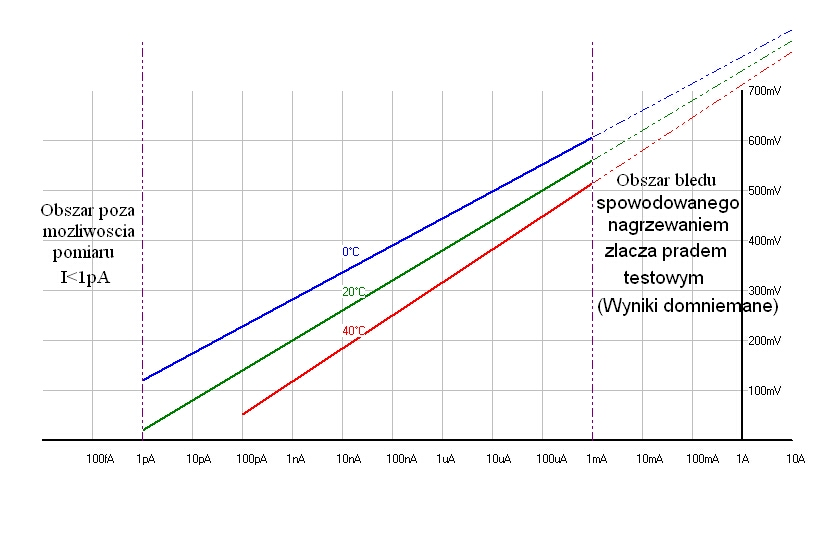
Przykładowy wykres napięcia na złączu p-n przedstawionego w funkcji logarytmu prądu.(Dioda krzemowa małej mocy)

Charakterystyka prądowo-napięciowa typowej diody uniwersalnej. Na wykresie zaznaczono obszary, w których dioda znajduje się w stanie przebicia (breakdown), jest spolaryzowana w kierunku zaporowym (reverse) oraz przewodzenia (forward). Na rysunku nie została zachowana skala – dla typowej diody napięcie przewodzenia jest małe w stosunku do wartości bezwzględnej napięcia przebicia

Podstawową cechą diod półprzewodnikowych jest umożliwianie przepływu prądu tylko w jedną stronę, jednak gama ich zastosowań jest o wiele szersza, w związku z tym rozróżnia się następujące rodzaje diod:
- prostownicza – jej podstawową funkcją jest prostowanie prądu przemiennego
- stabilizacyjna (dioda Zenera) – stosowana w układach stabilizacji napięcia i prądu

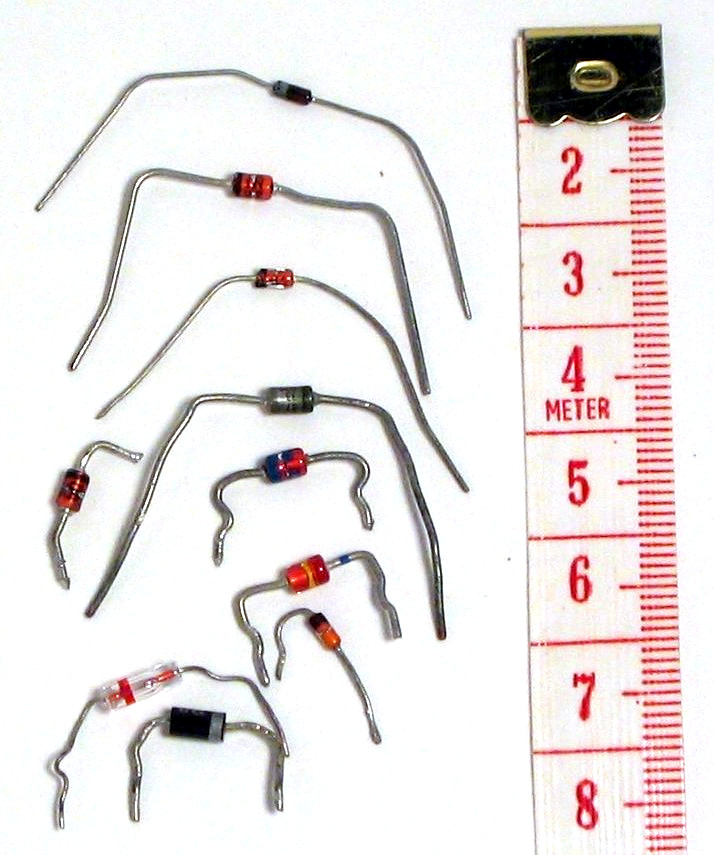
Diody półprzewodnikowe

- Schottky’ego – mała pojemność złącza pozwala na szybkie przełączanie i stosowanie w układach w.cz.
- tunelowa – dioda o specjalnej konstrukcji, z odcinkiem charakterystyki o ujemnej rezystancji dynamicznej
- pojemnościowa (warikap) – o pojemności zależnej od przyłożonego napięcia
- elektroluminescencyjna (LED) – dioda świecąca w paśmie widzialnym lub podczerwonym
- laserowa
- mikrofalowa (np. Gunna)
- detekcyjna – diody niewielkiej mocy, używane w układach modulacji AM
- fotodioda – dioda reagująca na promieniowanie świetlne (widzialne, podczerwone lub ultrafioletowe).
- stałoprądowa
- wsteczna